# Eric Almlöf
Eric Albin Almlöf, född 20 december 1891 i Jakob och Johannes församling i Stockholm, död 18 januari 1971 i Jenkintown i Pennsylvania, var en svensk friidrottare. Han tävlade för IFK Gävle och Djurgårdens IF.
Han vann SM-guld i tresteg 1913 och 1914. 
Almlöf deltog vid OS i Stockholm 1912 där han tog bronsmedalj i tresteg. Han upprepade detta vid OS 1920 i Antwerpen.
Han utsågs 1928 retroaktivt till Stor Grabb nummer 36 i friidrott.

### Fotnoter
1. ↑  Eric Almlöf på Sveriges Olympiska Kommittés webbplats
2. ↑  ”Erik Albin Almlöf”. Rotemansarkivet. Stockholms stad. https://sok.stadsarkivet.stockholm.se/Rotemannen2012/SearchResult.aspx. Läst 1 augusti 2020.
3. ↑  ”Stora Grabbar & Tjejer”. Svenska Friidrottsförbundet. Arkiverad från originalet den 3 november 2020. https://web.archive.org/web/20201103212141/https://www.friidrott.se/historik/storagrabbar.aspx. Läst 31 juli 2020.

### Allmänna
- Eric Almlöf i Nordisk familjeboks sportlexikon (del 1, 1938)
- Focus Presenterar Sporten 2. Stockholm: Almqvist & Wiksell/Gebers Förlag AB. 1967
- Friidrottens först och störst. Helsingborg: Stig Gustafson/Forum. 1975
- Svenska Mästerskapen i friidrott 1896-2005. Trångsund: Erik Wiger/TextoGraf Förlag. 2006